# St. Margaretha (Burbach)

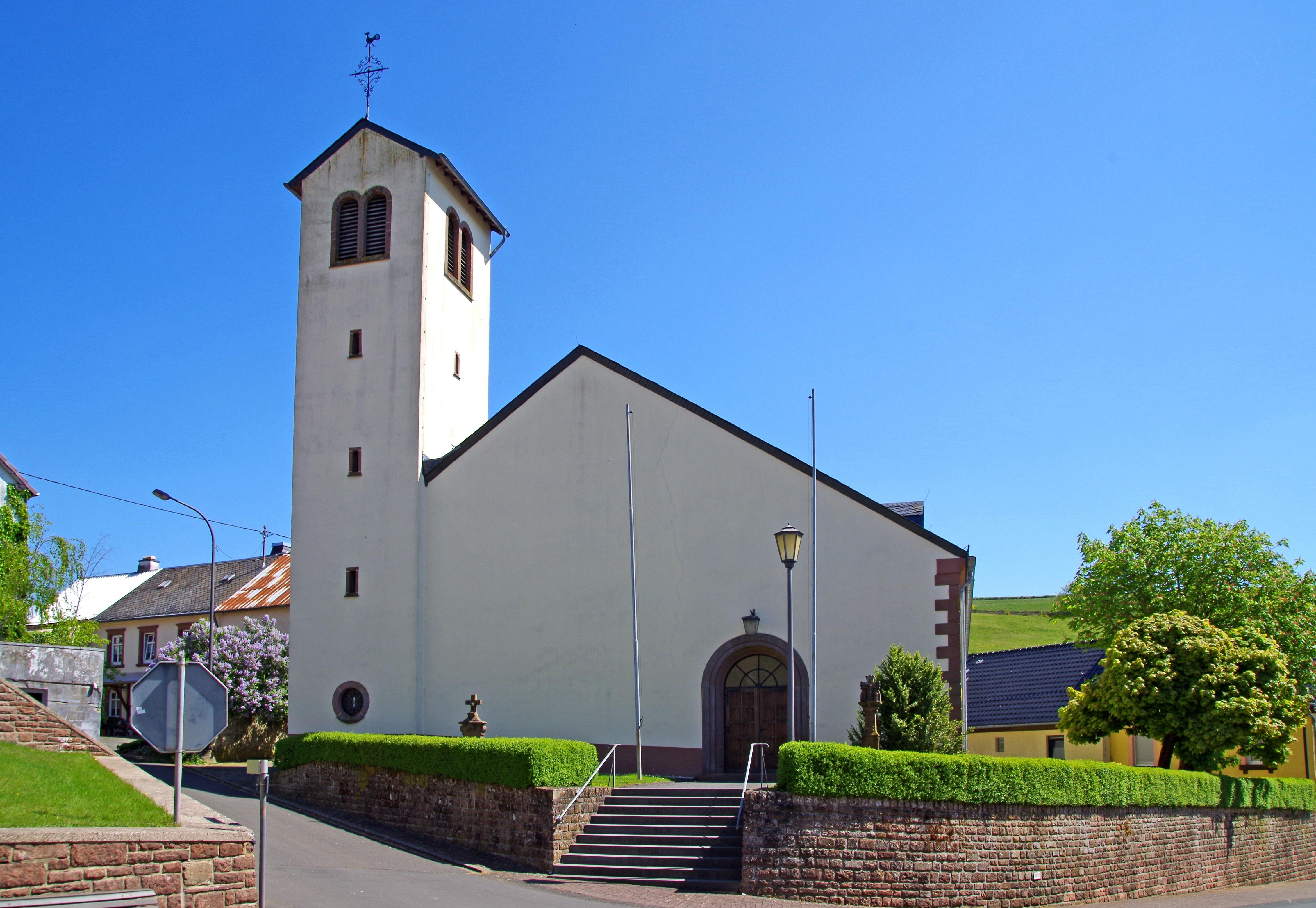
St. Margaretha (Burbach)

Die Kirche St. Margaretha ist die römisch-katholische Pfarrkirche von Burbach im Eifelkreis Bitburg-Prüm in Rheinland-Pfalz. Die Pfarrei gehört zur Pfarreiengemeinschaft Kyllburg im Bistum Trier.

## Geschichte

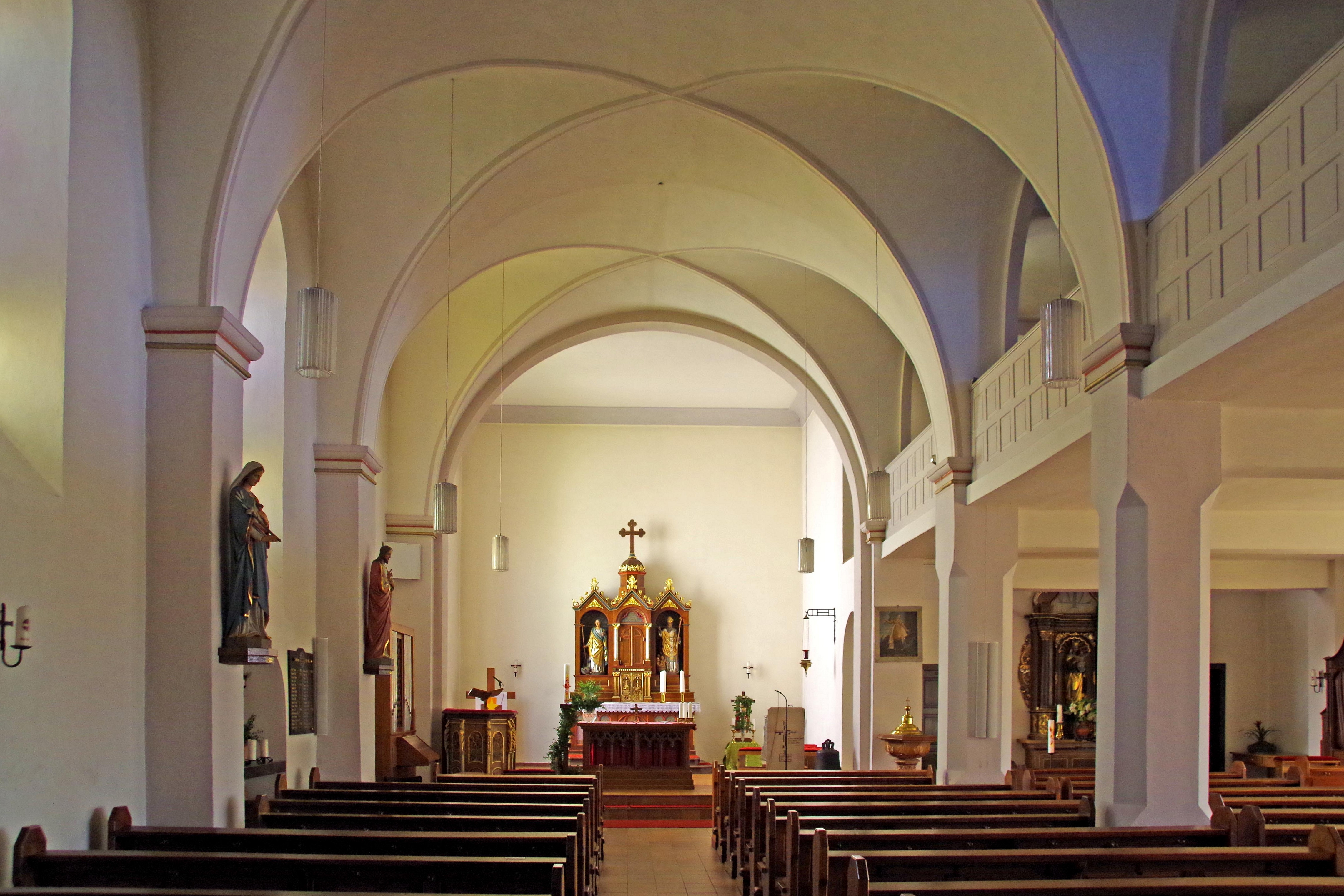
St. Margaretha (Burbach)

Da die 1756 gebaute Kapelle im 20. Jahrhundert zu klein wurde, baute man von 1950 bis 1951 eine große Pfarrkirche mit zwei Schiffen, dem nördlichen Hauptschiff und dem südlichen Seitenschiff an der Stelle der alten Kapelle, von der Elemente wieder verwendet wurden. Eine zum Hauptschiff geöffnete steinerne Empore bedeckt das Seitenschiff in seiner ganzen Länge. Patronin der Kirche ist Margareta von Antiochia.

## Ausstattung
Im Altar des Hauptschiffes (von 1890) stehen links die heilige Margareta als Drachentöterin und rechts der heilige Nikolaus von Myra. Die alte Kanzel steht ohne Säule im Chorraum. Im Seitenschiff befindet sich ein Barockaltar von 1757 mit einer bekrönten Marienfigur, die das bekleidete Jesuskind auf dem Arm hält.

## Pfarrer (Auswahl)
- 1803–1846: Johann Peters
- 1868–1885: Heinrich Wessel
- 1885–1900: Philipp Paas
- 1908–1916: Jakob Schuth
- 1916–1947: Michael Dutt
- 1947–1957: Jakob Becker
- 1958–1962: Justus Sebastian
- 1962–1978: Edmund Thomanek
- 1978–?: verwaltet